# Varenské jezero
Varenské jezero (bulharsky Варненско езеро, Varnensko jezero) je přírodní jezero v Bulharsku v blízkosti města Varna. Jde o lagunu Černého moře, od kterého je oddělena 2 km dlouhým kusem pevniny. Má rozlohu 19 km², maximální hloubku 19 m a objem 166 milionů m³.
Od roku 1976, kdy byl vybudován moderní průplav, je slanost 15 ‰ na povrchu a na 17 ‰ ve spodních vrstvách vody. V létě se v hlubších horizontech objevuje sirovodík, který s nástupem zimy mizí a který je předpokladem pro přítomnost silné vrstvy sirovodíkového bahna. Jeho bažinaté pobřežní části vysychají. Na jeho severovýchodním pobřeží, východně od vesnice Kazaško se nachází chráněná lokalita Kazaško  a 10. února 2012 bylo jezero spolu s Beloslavským jezerem vyhlášeno chráněnou oblastí Varenské-Beloslavské jezero (Варненско-Белославско езеро).
Nedaleko severního břehu se nachází Varenská nekropole, kde byl nalezen nejstarší zlatý poklad na světě.

## Popis
Varenské jezero má protáhlý tvar, jeho jižní břehy jsou vysoké, strmé a zalesněné a severní svažité. Vzniklo v říčním údolí zvýšením hladiny moře ke konci pleistocénu. Jeho dno je pokryto naplaveninami slizu a sulfanového bahna. V nejhlubších částech se nacházejí ložiska léčivého minerálního bahna. Do sousedního Beloslavského jezera, které je s Varenským jezerem propojené, ústí Provadijska reka.
Na severním břehu jezera Varna se nachází několik menších specializovaných přístavů, jako je přístav LesPort a přístav u tepelné elektrárny Varna. 

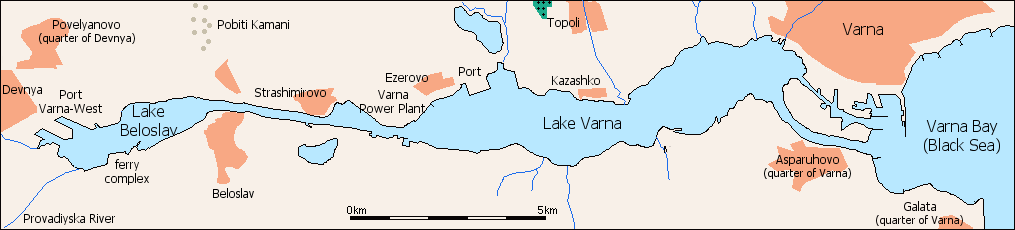
Mapa Varenského jezera

## Historie
Až do 20. století bylo jezero sladkovodní a voda se z něj vylévala do Černého moře řekou Devňa. Do odtoku z jezera zasáhla výstavba moderního přístavu Varna-východ v letech 1895–1906, při němž byla prokopána písčitá hráz oddělující jezero od Varenského zálivu. Vybudování tzv. dočasného kanálu vedlo k poklesu hladiny jezera o 1,4 m a vniknutí mořské vody do jezera, které se tak stalo brakickým.
Mezi roky 1950 a 1962 neslo jméno Stalinské jezero (bulharsky Сталинско езеро)).
Jižně od dočasného kanálu byl v letech 1970–76 mezi Varenským zálivem a Varenským jezerem postaven průplav pro námořní lodě. U ústí do moře tak vznikl mezi oběma vodními cestami největší umělý ostrov v Bulharsku (o rozměrech cca 3 kilometry × 900 metrů), místně nazývaný Ostrov.  V tomto místě vede přes průplav Asparuchův most, na jehož jižním předmostí začíná dálnice Černo more. Průplav pokračuje západním směrem a podél něj bylo jezero prohloubeno; dále pokračuje přes sousední Beloslavské jezero do přístavu Varna-západ a k terminálu trajektů.